# Gordon Tootoosis
Pour les articles homonymes, voir Tootoosis.
Gordon Tootoosis est un acteur canadien, né le 25 octobre 1941 dans la réserve de Poundmaker et mort le 5 juillet 2011 à Saskatoon.

## Filmographie

### Cinéma
- 1974 : Alien Thunder : la voix puissante
- 1978 : Marie Ann (en) : le chef des Many Horses
- 1978 : The Mad Trapper
- 1991 : Black Robe : Old Aenons
- 1992 : Leaving Normal : Hank Amaruk
- 1994 : Légendes d'automne : One Stab
- 1995 : Pocahontas: The Legend (en) : Chef Powhatan
- 1995 : Pocahontas : Une légende indienne : Kekata
- 1996 : Lone Star : Wesley Birdsong
- 1996 : Alaska : Ben
- 1996 : Indomptables (Coyote Summer) : Mopeah
- 1997 : À couteaux tirés : Jack Hawk
- 1997 : Song of Hiawatha : Iagoo
- 1998 : Que la lumière soit ! : Dieu l'indien
- 2000 : Piège fatal : le vieux gouverneur
- 2000 : Mon amie Masha (Bear with Me) : John Ours
- 2001 : Un bébé sur les bras : Dog Havasu
- 2001 : Zoé : Red Shirt
- 2001 : The Doe Boy (en) : Marvin
- 2002 : Christmas at Wapos Bay : Mushom
- 2002 : Black Point (en) : Standing Bear
- 2002 : Now & Forever (en) : Ghost Fox
- 2004 : Seven Times Lucky (en) : M. Five Wounds
- 2004 : The Reawakening : Wesley Good Voice
- 2005 : Hank Williams First Nation (en) : Adelard Fox
- 2005 : Fugitives Run : Dan John
- 2006 : Mr. Soul : Clifford
- 2006 : That Beautiful Somewhere (en)
- 2006 : Les Rebelles de la forêt : Gordy
- 2011 : Wapos Bay: Long Goodbyes
- 2012 : Des belles, des balles et des brutes : le chef

### Télévision
- 1980 : Matt et Jenny : le chef de la tribu indienne (2 épisodes)
- 1987 : Supercopter : Charlie Rising Moon (1 épisode)
- 1988 : Cap Danger : Warden Bill Bragg (1 épisode)
- 1988-1991 : MacGyver : 
  - (saison 3, épisode 17 "Le masque du loup"') : Perry
  - (saison 6, épisode 20 "Le sentier des larmes")  : Phil Crow
- 1989 : Vendredi 13 : Spotted Owl (1 épisode)
- 1989 : Last Train Home : Poundmaker
- 1990 : Les deux font la loi : Chef Aigle Sauvage (1 épisode)
- 1991 : Palace Guard : Joe Horse Killer (1 épisode)
- 1992-1993 : By Way of the Stars (en) : le chef des Cree (6 épisodes)
- 1992-1997 : Au nord du 60e (en) (North of 60) : Albert Golo (52 épisodes)
- 1993 : Bienvenue en Alaska : Pete (1 épisode)
- 1994 : Lonesome Dove : John (3 épisodes)
- 1994 : La Légende d'Hawkeye : Ravenoak (1 épisode)
- 1995 : 500 Nations (3 épisodes)
- 1996 : X-Files : Aux frontières du réel : le shaman (1 épisode)
- 1998 : Les Sept Mercenaires : Ko-Je (1 épisode)
- 2002 : Auf Wiedersehen, Pet (en) : Joe Saugus (6 épisodes)
- 2002-2004 : Smallville : Professeur Joseph Willowbrook (2 épisodes)
- 2003 : DreamKeeper : Kills Enemy
- 2003-2006 : Moccasin Flats (en) : Joe Redsky (22 épisodes)
- 2005 : Into the West : Growling Bear (1 épisode)
- 2005-2010 : Wapos Bay (en) : Mushom (33 épisodes)
- 2006-2007 : Hank William's First Nation : Adelard Fox (7 épisodes)
- 2007 : L'Homme aux yeux de loup : Grandpa
- 2007 : Bury My Heart at Wounded Knee : Red Cloud
- 2008 : Fear Itself : Eddie Bear (1 épisode)
- 2011 : Le Jugement dernier : John
- 2011-2015 : Blackstone : Cecil Delaronde (10 épisodes)